# アイテムゲッター 〜僕らの科学と魔法の関係〜
『アイテムゲッター 〜僕らの科学と魔法の関係〜』（アイテムゲッター 〜ぼくらのかがくとまほうのかんけい〜）は、5pb.より2009年8月6日に発売されたニンテンドーDS用ゲームソフト。

## あらすじ
ピケとエリスとリットの3人はひょんなことから魔法王国にあるアフィリア王国へ飛ばされてしまった。ピケの携帯電話が魔法と勘違いされ戸惑う3人だったが、3人で力を合わせた結果、彼らもまた魔法が使えるようになり、国王からアフィリア王国に蔓延する病・カラソムニアの治療を依頼された。

## システム
アドベンチャーパートは上画面で進行し、下画面は3DCGで描かれたキャラクターが表示される。
下画面にタッチペンでアフィリア文字を書くことで魔法が発動する仕組みとなっており、アイテム作成や魔物との戦闘などゲームの多くの部分で重要な要素となる。

## 登場人物
ピケ・ボアジール
声 - 田中真弓
本作の主人公であるアフィリア王国に飛ばされた少年。
エリス・グランフィリア
声 - 日高里菜
ピケと同じくアフィリア王国に飛ばされた少女。
リット・ホッティー
声 - 能登麻美子
ピケと同じくアフィリア王国に飛ばされた少年。
レム・ファリーナ
声 - 松元環季

ティム・クラスター
声 - 千葉繁

ユルゲント4世
声 - 園江治

ルーティア・カスバート
声 - 桃井はるこ

シスレイ・F・ブートレック
声 - 松来未祐

イザベル・W・フローレンス
声 - 田村ゆかり

ディードリア・N・ブログナー
声 - 山本彩乃

ルーク・ボナパルド
声 - 石田彰

アーサー・ミューラント
声 - 杉山紀彰

フィリップ・コナー
声 - 宮田幸季

ギル・ストラーダス
声 - 中田譲治

ロイド・スタインブレイン
声 - 大塚周夫

アンヘル・ドラゴ・ドラゴ
声 - 中尾隆聖

ゴティバレス・D・サンダードット
声 - 金光宣明

ハルパー・スカイサワー
声 - 植竹香菜

ヨハネス・ハルトヴィック
声 - 櫻井孝宏